# Château de Gagliano Aterno
Le château de Gagliano Aterno est un château situé dans la commune de Gagliano Aterno, province de L'Aquila, dans les Abruzzes.